# Grytskogen
Grytskogen är ett naturreservat i Lekebergs kommun i Örebro län.
Området är naturskyddat sedan 2018 och är 83 hektar stort. Reservatet ligger i södra delen av Kilsbergen och består av två områden vid östra stranden av Sörgryten och Sultabborren.  Reservatet består av våtmarker och gammal barrblandskog, bitvis med högt inslag av lövträd.